# Vejtavle
 For alternative betydninger, se Tavle (flertydig). (Se også artikler, som begynder med Tavle)
En vejtavle (synonymt med vejskilt) er et skilt, der har til formål at regulere trafikken, vise vej eller oplyse turister. Vejtavler er en del af vejafmærkningen. I de fleste europæiske lande samt mange andre lande, bruger man vejtavler med symboler (piktogrammer) i stedet for tekst. På den måde gør man det lettere for folk at forstå tavlerne, når de besøger et andet land.
Den 19. september 1949 vedtog FN i Geneve "Protocol on Road Signs and Signals". Den 13. juni 1959 ratificerede Danmark protokollen ved kongelig resolution. Denne konvention erstattedes d. 8. november 1968 af "Convention on Road Signs and Signals", også kaldet "Wienerkonventionen om færdselstavler og -signaler", udgivet af UNECE, FN's økonomiske kommission for Europa. Denne konvention, som også er ratificeret af Danmark, trådte i kraft 21. maj 1977.
I Danmark kan autoriseret information om vejtavlers betydning og deres placering findes i Bekendtgørelse om vejafmærkning og i Vejdirektoratets vejregler.

## Vejtavletyper og færdselstavleklasser
Ifølge lovgivning fra omkring 2017, udgøres en vejtavle af en hovedtavle og eventuelle undertavler.
Omkring 2017 blev hovedtavler i lovgivningen inddelt i:
- Vejtavler
  - Færdselstavler
    - Advarselstavler - de fleste er trekantede, med hvid bund, med bred rød kant og med spidsen opad.
    - Vigepligtstavler - mange forskellige former og farver.
    - Forbudstavler - er cirkelformede. De fleste har hvid bund, bred rød rand og evt. et sort symbol. Nogle er med blå bund. En del signalerer forbudstavleophør og er med hvid bund med flere sorte skråstreger, som viser ophør af tidligere forbudstavle(r). Et eventuelt ophørssymbol er gråt.
    - Påbudstavler - er runde med blå bund, tynd hvid kant og hvidt symbol eller tekst.
    - Oplysningstavler og områdetavler - er rektangulære og de fleste er med blå bund og nogle få er med hvid eller grøn bund. De har en tynd sort eller hvid kant.

  - Vejvisningstavler og turistoplysningstavler
    - Vejvisere
      - Pilvejvisere
        - Hvid/rød pilvejviser
        - Grøn/hvide pilvejviser
        - Hvid/blå pilvejviser
        - Midlertidig pilvejviser - ravfarvede og sorte.
        - Frakørselsvejviser
        - Tabelvejviser
        - Stivejvisere for cyklister, ridende og vandrere
          - Stirutetavle
          - Stipilvejviser
          - Stitabelvejviser
          - Stidiagramtavle

        - Parkeringsvejvisere
          - Parkeringspilvejviser
          - Parkeringstabelvejviser
          - Parkeringsvejvisere

        - Omkørselsrute
          - Pilvejviser for omkørselsrute
          - Diagramorienteringstavle for omkørselsrute

    - Vognbanetavler og orienteringstavler
    - Afstandstavler og stedtavler
    - Rutenumre
      - Ruteangivelser
        - Rutenummer for Europavej
        - Rutenummer for primære ruter
        - Rutenummer for sekundære ruter
        - Rutenummer for ringruter
        - Rutenummer for cykelruter
        - Ruteidentifikation for supercykelsti
        - Ruteidentifikation for EuroVelocykelrute
        - Ruteidentifikation for turistruten, Margueritruten

    - Servicetavler
    - Frakørselstavler
    - Bekræftelsestavler og turistoplysningstavler

Mellem ca. 1949-1960 blev vejtavler i lovgivningen inddelt i tre klasser:
- Advarselstavler
- Tavler, der giver bestemte instruktioner
  - Forbudstavler
  - Påbudstavler
- Forklarende tavler
  - Anvisningstavler
  - Vejvisere og orienteringstavler
  - Bytavler, afstandstavler, nummertavler og rutetavler. Stedtavler og ruteidentifikationstavler.

## Placering
Vejtavler opsættes normalt i højre side af vejen i færdselsretningen (Wienerkonventionen om færdselstavler og -signaler artikel 6, punkt 1). Dog kan vejtavler opsættes i midterrabat eller i venstre side af vejen eller ophænges over kørebanen, hvor vej- eller færdselsmæssige forhold gør det påkrævet.
Færdselstavler gælder normalt for al trafik i færdselsretningen. Deres betydning kan dog indskrænkes til kun at gælde for trafikken ad enkelte vognbaner. Dette kan på ophængte tavler tydeliggøres med nedadrettede pile eller vises på oplysningstavler.

## Beskadigelse
Færdselsloven siger om beskadigelse af færdselstavler:
§ 8. Den, der med eller uden egen skyld beskadiger færdselstavler, afmærkning på kørebane eller cykelsti, signalanlæg eller andre færdselsanordninger, skal straks bringe afmærkningen i orden igen, hvis det er muligt. Kan dette ikke ske, skal den pågældende snarest underrette politiet og i øvrigt foretage, hvad der er nødvendigt for at advare andre trafikanter.